# Bertha Palmer
Pour les articles homonymes, voir Palmer.
Bertha Palmer, née Bertha Matilde Honoré, (22 mai 1849 à Louisville – 5 mai 1918 à Osprey) est une femme d'affaires, philanthrope, mécène  et collectionneuse d'art américaine.

## Jeunesse et études
Bertha Palmer est issue d'une famille d'origine française. Son arrière-grand-père, Jean Antoine Honoré (1758-1843), possédait la première ligne de bateaux à vapeur reliant Louisville à La Nouvelle-Orléans. Son père Henry Hamilton Honoré (1824-1916) est un riche promoteur immobilier. Alors que Bertha est âgée de six ans, sa famille s'installe à Chicago. Elle fréquente les meilleures écoles de Chicago puis la Georgetown Visitation Preparatory School (en) de Washington. Elle n'a que treize ans lorsqu'elle rencontre dans la maison de ses parents Potter Palmer, un riche commerçant qui deviendra son mari.

## Potter Palmer

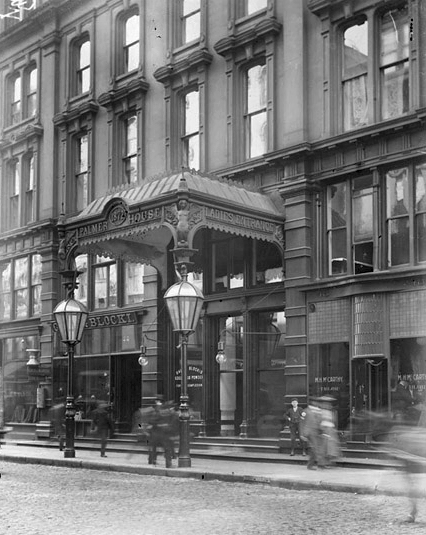
La Palmer House en 1903.

Potter Palmer, venant de New York, s'était installé à Chicago en 1852. Il fonde la société P. Palmer & Co. Dry Goods, qui devient rapidement un commerce réputé dans le domaine de l'habillement, pour dames en particulier. En 1865, il commence par acheter une propriété sur State Street, qu'il transforme en un nouveau magasin. Son exemple est suivi par d'autres commerçants à qui Potter Palmer vend des terrains pour un bon prix. À la fin des années 1860, il vend son magasin à son associé Marshall Field et se concentre sur le marché immobilier, où il fait fortune.
En 1870, alors âgée de vingt-et-un ans, Bertha Honoré épouse Potter Palmer, qui a quarante-quatre ans. Comme cadeau de mariage, Poter Palmer offre à son épouse la Palmer House, un hôtel, à l'angle des rues State et Monroe. Le bâtiment est inauguré le 26 septembre 1871, mais il brûle juste treize jours après, le 9 octobre, lors du grand incendie de Chicago. Palmer la fait immédiatement reconstruire sur les plans de l'architecte John Mills van Osdel. Le nouvel hôtel comporte sept étages, des chambres immenses, un décor luxueux et un restaurant gastronomique.
Après son mariage, Bertha Palmer s'élève au sein de la « bonne société » de Chicago. Le journaliste et écrivain Ernest Poole écrira à son sujet : « Elle était belle, fringante, vive et intelligente, et plus que cela, elle était sûre d'elle-même ». En 1874, elle donne naissance à leur premier fils, Honoré, puis en 1875, à leur second Potter Palmer II.

## Féministe
Elle fait partie des premiers membres du Chicago Woman's Club, qui fait partie de la General Federation of Women's Clubs ; ce groupe réunit des femmes désireuses de débattre des problèmes sociaux et de présenter des solutions pour les résoudre. Elles fondent et soutiennent des kindergartens, jusqu'à ce qu'ils soient finalement intégrés au système scolaire, puis font campagne pour un lait bon marché destiné aux enfants pauvres et pour de meilleures conditions d'accueil des enfants dont les mères sont en prison.
En 1891, Bertha Palmer est élue présidente du Board of Lady Managers (Conseil de direction des dames), en vue de l'Exposition universelle de 1893 (World's Columbian Exposition) de Chicago et du Congrès mondial des organisations représentatives des femmes (World's Congress of Representative Women) qui doit s'y tenir. Le conseil des dames est censé n'être qu'une institution honoraire et on a confié le design à l'architecte Sophia Hayden, mais Bertha use de son influence pour étendre le rôle de l'architecte et pour promouvoir les réalisations des femmes à l'intérieur de l'exposition. Elle travaille ainsi avec la conservatrice Sarah Tyson Hallowell, qui identifie Mary Fairchild et Mary Cassatt. Les dames du conseil exigent que soit créé un pavillon des femmes, remplit d'exemples d'œuvres accomplies par des femmes et veillent à ce que chaque pavillon des États présentent une exposition sur ce thème.

## Impressionnisme

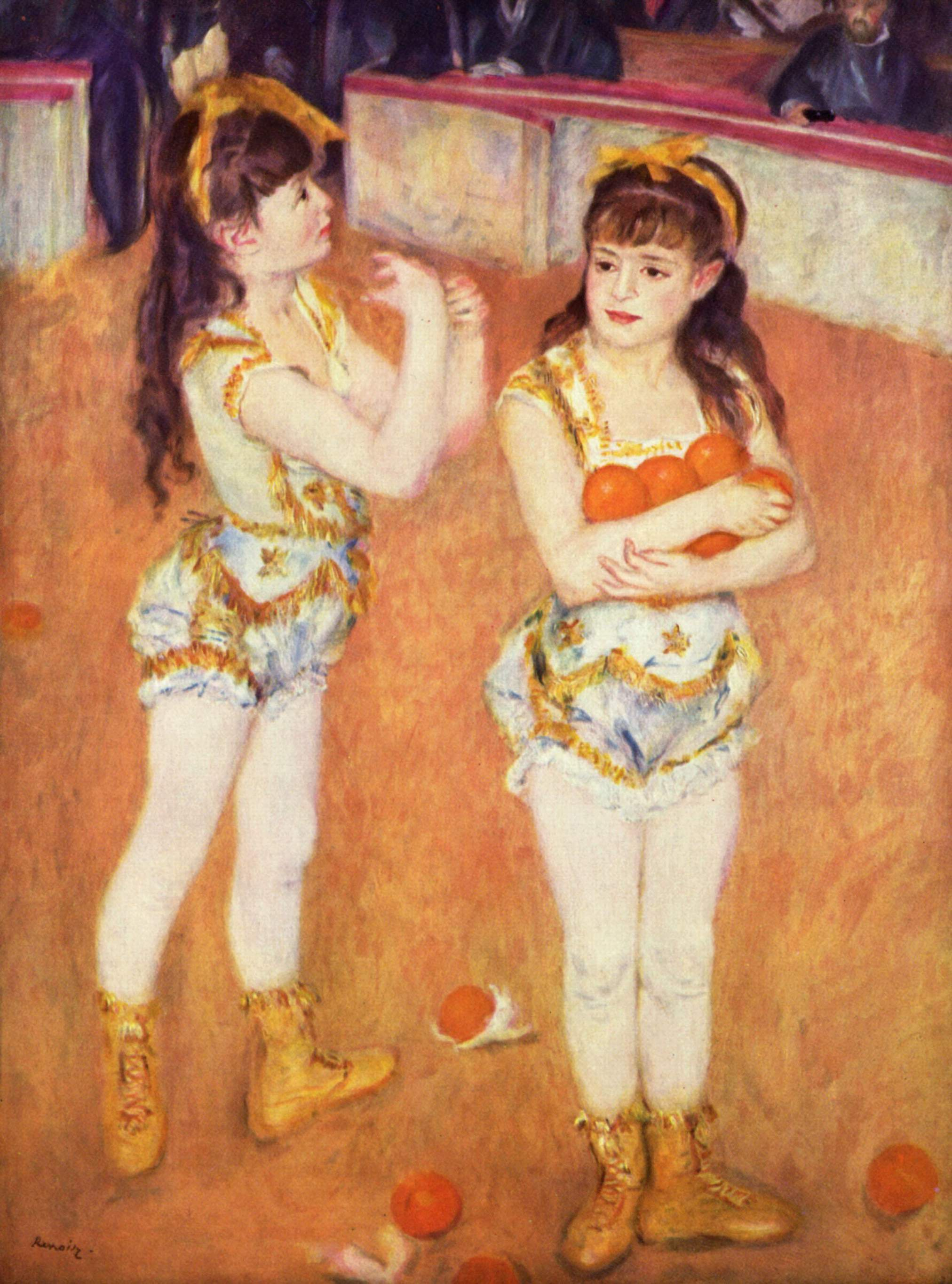
Acrobates au cirque Fernando, Renoir 1879.

Dans le cadre de son mandat de présidente du conseil des dames, Bertha Palmer se rend en Europe pour y promouvoir l'exposition. Sur place, elle se passionne pour l'impressionnisme et commence une collection de peintures — lorsqu'elle rentre à Chicago, deux ans plus tard, elle possède vingt-neuf Monet et onze Renoir. La plupart d'entre eux forment le cœur de la collection des impressionniste de l'Art Institute of Chicago, comme le fameux Acrobates au cirque Fernando.

## Veuve
Après la mort de son mari en 1902, elle est souvent à Paris et à Londres, où elle entretient plusieurs propriétés. Elle est une amie proche du roi Édouard VII et les journaux se plaisent à spéculer sur son remariage. Parmi les prétendants, les articles parlent du duc d'Atholl, du prince Albert Ier de Monaco ou encore du roi Pierre Ier de Serbie. Toutes ces rumeurs se révèlent infondées, car Bertha ne se remarie pas. Elle voyage beaucoup et avec son fils Potter II ; elle prend ainsi part au voyage inaugural du RMS Lusitania.

## La Floride
En 1910, les hivers rigoureux de Chicago et un article du Chicago Sunday Tribune amènent Bertha Palmer à s'intéresser aux cieux plus cléments de la Floride. Accompagnée de son père, de son frère et de son fils, elle prend pension au Halton Hotel de Sarasota. Elle ne tarde pas à y faire l'acquisition de plus de 36 000 hectares de terres et d'une demeure de deux étages donnant sur la baie de Sarasota. Bertha Palmer fait rénover et agrandir la maison, qu'elle baptise « The Oaks » (les chênes) et réaliser un somptueux jardin possédant son propre système d'irrigation et une petite centrale électrique pour la résidence et les dépendances. Elle vient de lancer une mode, qui fera de la Floride le lieu de villégiature hivernale des gens fortunés du nord des États-Unis.
Mrs. Palmer ne se contente pas de jouir de son jardin et de la vue sur le golfe du Mexique, elle décide d'utiliser son immense domaine, le long de la Myakka River, pour faire progresser les techniques d'élevages et agricoles dans le Sud-Ouest de la Floride. En 1915, le Sarasota Times mentionne qu'elle a fait l'acquisition de mille têtes de bétail pour son ranch, de diverses variétés de fleurs, de fruits, légumes et graines venant de tout le pays.

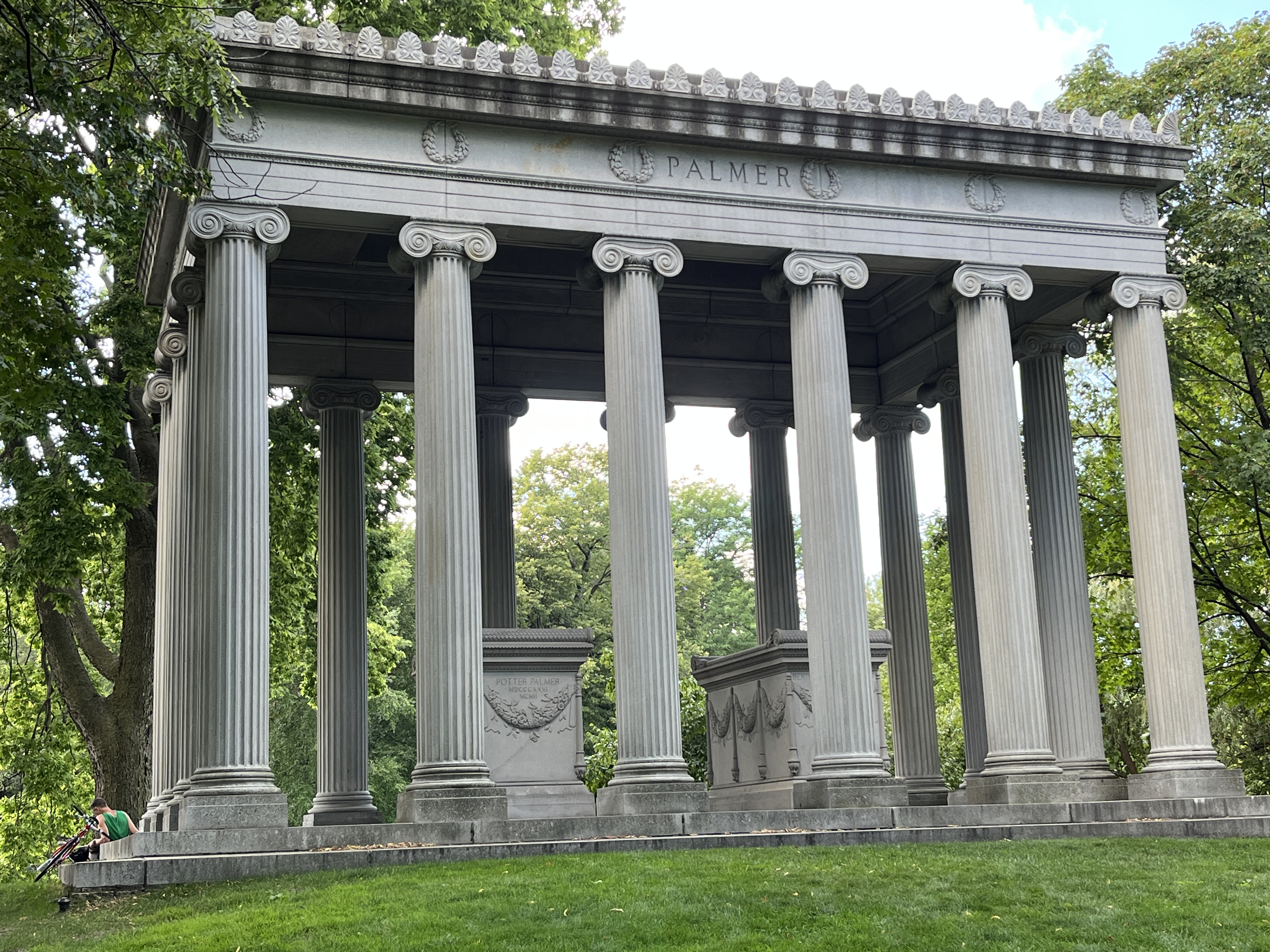
Le mausolée du cimetière de Graceland à Chicago où reposent Potter et Bertha Palmer.

Le 5 mai 1918, Bertha Palmer meurt dans sa résidence d'hiver The Oaks à Osprey, son corps est transporté jusqu'à la somptueuse demeure des Palmer, à Chicago, the Castle. Bertha Palmer est ensuite inhumée auprès de son mari au cimetière de Graceland à Chicago.
Elle s'est révélée être une femme d'affaires avisée : au cours des seize ans qui suivirent le décès de son époux, elle est parvenue à doubler la fortune qu'il lui avait laissée. Elle légua la plus grande partie de sa collection impressionniste à l'Art Institute of Chicago.